# جايسون ميخائيل كارول
جايسون ميخائيل كارول (بالإنجليزية: Jason Michael Carroll)‏ هو مغن مؤلف وموسيقي ومغني أمريكي، ولد في 13 يونيو 1978 في هيوستن في الولايات المتحدة.

## وصلات خارجية
- الموقع الرسمي
- جايسون ميخائيل كارول على موقع ميوزك برينز (الإنجليزية)
- جايسون ميخائيل كارول على موقع أول ميوزيك (الإنجليزية)
- جايسون ميخائيل كارول على موقع ديسكوغز (الإنجليزية)